# Xiafs
Xiafs — историческая файловая система в ядре Linux, которая была разработана в начале 1993 Frank Xia и являлась расширением файловой системы MINIX (основана на реализации фс миникс от Торвальдс, Линуса). Применялась в ранних вариантах ОС на базе Linux, затем была замещена конкурирующими файловыми системами (например, из семейства ext2) и удалена в ядре серии 2.1.21 в январе 1997 года. Лишь через 15 лет последние упоминания об ФС xiafs были удалены из документации ядра.
Существует частная инициатива по адаптации драйвера xiafs к более современным ядрам
Утилиты для работы с xiafs — xfsck, mkxfs — дорабатывались в 1996 году Thomas McWilliams.

## Ограничения
Максимальный размер раздела 2 ГБ, максимальный размер файла 64 MБ.
Таким образом, xiafs наряду с ext2 позволила обойти ограничения оригинальной ФС Linux ext в 64 Мегабайта на раздел.